# Orrin Tucker
Robert Orrin Tucker (* 17. Februar 1911 in St. Louis, Missouri; † 9. April 2011 in San Gabriel Valley, South Pasadena, Kalifornien) war ein US-amerikanischer Saxophonist und Bigband-Leader im Bereich der Populären Musik.

## Leben
Orrin Tucker wuchs in Wheaton (Illinois) auf und begann schon in seiner Zeit auf dem College mit eigenen Formationen zu arbeiten. Er studierte an der Northwestern University und am North Central College in Illinois. Anfang der 1930er Jahre gründete er in St. Louis seine erste professionelle Tanzband. Bekannt wurde sie ihre Auftritte auf der Weltausstellung in Chicago 1933. Ihre Erkennungsmelodie war Drifting and Dreaming; 1939 hatte Tuckers Band ein Engagement im „Coconut Grove“ in Los Angeles; dabei entstanden erste Aufnahmen für Columbia, darunter ihr größter Erfolg Oh Johnny, Oh Johnny, Oh!, den die Bandvokalistin „Wee“ Bonnie Baker sang und die Tucker-Band landesweit bekannt machte. Es folgten weitere Hits wie Billy, die auf der von Lucky Strike gesponserten Hitparade auf dem Radiosender CBS übertragen wurden.
1942 ging Tucker als Freiwilliger zur US Navy als Ausbilder; nach Kriegsende setzte er die Arbeit mit der Bigband fort und trat in den folgenden Jahren landesweit in den großen Hotels und Clubs auf. 1955 hatte er für einige Monate eine wöchentliche Sendung, die aus dem „Hollywood Palladium“ gesendet wurde. Ab 1959 verkleinerte er sein Ensemble auf sieben Mitglieder und trat meist in Hollywood, Las Vegas und Lake Tahoe auf. 1975 übernahm er einen Ballsaal auf dem Sunset Boulevard und nannte ihn den Stardust Ballroom, nach einem TV-Special, in dem er kurz zuvor gespielt hatte. 1982 schloss er den Ballsaal aus ökonomischen Gründen. Orrin Tucker war noch bis in die 1990er Jahre aktiver Musiker und Bandleader.